# Ledenik Franz Josef / Kā Roimata o Hine Hukatere
Ledenik Franza Josefa (maorsko Kā Roimata o Hine Hukatere; uradno Franz Josef Glacier / Kā Roimata o Hine Hukatere) je 12 kilometrov dolg zmerno topli morski ledenik v narodnem parku Westland Tai Poutini na zahodni obali Južnega otoka Nove Zelandije. Skupaj z ledenikom Fox / Te Moeka o Tuawe, 20 kilometrov južneje in tretjim ledenikom se spusti od Južnih Alp do manj kot 300 metrov nadmorske višine.
Območje, ki obkroža oba ledenika, je del parka Te Wahipounamu, ki je na seznamu svetovne dediščine. Reka Waiho izvira iz ledeniškega terminala Franca Jožefa.

## Poimenovanje
Maorsko ime za ledenik je Kā Roimata o Hine Hukatere, dobesedno 'solze Hine Hukatere'. Po ustnem izročilu naj bi Hine Hukatere rada plezala v gore in je svojega ljubimca Tuaweja prepričala, naj pleza z njo. Tuawe je bil manj izkušen plezalec kot Hine Hukatere, vendar jo je rad spremljal, dokler ga plaz ni odnesel z vrhov v smrt. Hine Hukatere je bila strtega srca in njenih veliko, veliko solz je teklo po gori. Nebesni oče Rangi se ji je usmilil in jih zamrznil, da so oblikovali ledenik.
Prvi evropski opis enega od ledenikov na zahodni obali (verjame se, da je Franz Josef) je bil opisan v dnevniku ladje Mary Louisa leta 1859. Leta 1865 je nemški geolog Julius von Haast ledenik leta 1865 poimenoval po avstrijskem cesarju Francu Jožefu I.
Po sprejetju zakona Ngāi Tahu Claims Settlement Act iz leta 1998 je bilo ime ledenika uradno spremenjeno v Franz Josef Glacier / Kā Roimata o Hine Hukatere.

## Geografija
Névé ali snežišče na vrhu ledenika Franz Josef je več kot 2500 metrov nad morsko gladino in obsega 20 kvadratnih kilometrov. Ta široka névé, ki je globoka več kot 300 metrov, dovaja velike količine stisnjenega snega v strmo in ozko dolino, ki se hitro spusti na zelo nizko nadmorsko višino: ledenik se spusti do 300 metrov nadmorske višine v samo 11 km. Ta kombinacija dejavnikov vodi do tega, da Franz Josef vztraja tam, kjer bi se večina ledenikov zmernega pasu že stopila, in mu omogoča, da si deli dolino z zmernim deževnim gozdom.
Ledenik Franz Josef se trenutno konča 19 km od Tasmanovega morja. Proti koncu zadnje ledene dobe pred približno 18.000 leti se je razširil do današnje obale ali celo dlje. Ko se je umikal, je ledenik za seboj pustil morene nakopičenih kamnin in kosov ledu, ki so ustvarili obalne hribe in jezera. Jezero Wombat je kotličasto jezero, ki ga je ustvaril led v moreni pred 9000 leti, medtem ko je Peters Pool blizu stene ledenika nastal na enak način pred samo 210 leti.
Waiho Loop 4 km severno od naselja Franz Josef je končna morena ledenika Franz Josef, ki jo je odložil umikajoči se ledenik pred približno 12.000–3.000 leti. Lok iz ruševin, visok 80 m, je bil preveč razgiban, da bi ga očistili za kmetovanje, in ostaja pokrit z domačim gozdom.

## Napredovanje in umik
Ledenik Franz Josef kaže cikličen vzorec napredovanja in umika, ki ga poganjajo razlike med količino staljene vode ob vznožju ledenika in količino snežnih padavin, ki hranijo névé (redišče). V zadnjih 14.000 letih so se ledeniki po vsem svetu na splošno umaknili. Večina velikih novozelandskih ledenikov se je proti koncu 20. stoletja znatno skrčila, kar je posledica globalnega segrevanja. Vendar pa v Južnih Alpah višje temperature povzročajo povečane količine padavin na zahodni steni glavne razvodnice, zato je ledenik Franz Josef, ki je kratek in strm, bolj občutljiv na povečan sneg v redišču kot drugi ledeniki. Če povečana količina padavin pade kot sneg, bo ledenik napredoval; če kot dež, se bo umaknil. Povečano sneženje traja približno 5–6 let, da se spremeni lokacija končne postaje.
Ledenik Franz Josef je med malo ledeno dobo hitro napredoval in dosegel svoj maksimum v začetku 18. stoletja. Ko je Haast postal prvi Evropejec, ki je videl ledenik, je bil še vedno veliko daljši kot danes, ledena površina pa je bila 300 m višja. Med prvim uradnim kartiranjem leta 1893 in stoletje kasneje leta 1983 se je ledenik Franz Josef umaknil 3 km navzgor po dolini.
V 20. stoletju je bilo več obdobij napredovanja – od 1946 do 1951 (340 m), od 1965 do 1967 (400 m), od 1983 do 1999 (1420 m) in od 2004 do 2008 (280 m) – vendar so vsem sledila  obdobja večjega umika.
To ciklično vedenje dobro ponazarja poštna znamka, izdana leta 1946, ki prikazuje pogled iz anglikanske cerkve sv. Jakoba. Cerkev je bila zgrajena leta 1931, s panoramskim oltarnim oknom, ki je izkoristila svojo lokacijo. Do leta 1954 je ledenik izginil iz pogleda cerkve, vendar se je leta 1997 za kratek čas znova pojavil.
Med letoma 1983 in 2008, ko se je večina svetovnih ledenikov umikala, so številni novozelandski ledeniki napredovali; Franz Josef je povrnil skoraj polovico ledu, ki ga je izgubil v prejšnjem stoletju. Te nenavadne rasti niso pripisali povečani količini padavin, ampak nizu hladnih let, ki jih je povzročil povečan južni zračni tok v Tasmanovem morju. Po letu 2008 je ledenik prešel v zelo hitro fazo umika in se je med letoma 2008 in 2017 skrčil za 1,5 km. Zdaj je spet 3 km krajši kot pred 100 leti. Na podlagi teh vzorcev se predvideva, da se bo ledenik Franz Josef umaknil za 5 kilometrov in izgubil 38 % svoje mase do leta 2100 v srednjem scenariju segrevanja, čeprav se lahko umakne celo za 8 kilometrov.

## Poplave
Na ledeniku je bilo nekaj primerov jökulhlaups (ledeniška poplava, ki izbruhne iz z vodo napolnjenih ledenih tunelov). Na obrobju ledenikov Fox in Franz Josef je ena najvišjih ravni padavin na svetu: do 15 m na leto. Decembra 1965 je po 280 mm dežja v dveh dneh reka Waiho izbruhnila iz ledenika in odnesla kose ledu navzdol. Ti so bili še vedno veliki do 50 cm, ko so dosegli Tasmanovo morje 20 km dolvodno. Druga poplava je leta 1989 uničila most dostopne ceste, sledila pa ji je nova poplava aprila 1991. Nalivi so marca 2019 uničili most čez reko Waiho in trajalo je 18 dni, da so ga zamenjali.

## Rastlinstvo
Narodni park Westland Tai Poutini je eden redkih krajev na Novi Zelandiji s popolnim zaporedjem neokrnjene pokrajine od gorskih vrhov do morja. Umik ledenika Franz Josef je omogočil, da se je domači gozd naselil na golo skalo, ki je ostala in kako dolgo nazaj se je ledenik umaknil, lahko razberemo iz prisotne stopnje rastlinskega sukcesije. Nekatere gole skale so bile razkrite šele pred desetletjem, druge površine pa v letih 1951, 1830, 1750 in 1600.

## Turizem
Ledenika Fox in Franz Josef sta javno najbolj dostopna ledenika na Novi Zelandiji in med najbolj dostopnimi na svetu – do nedavnega je bil lahek dostop peš neposredno do končnih delov. Posledično so že več kot stoletje pomembna turistična atrakcija.
Ledenik je povezan z družino Graham, zlasti z alpinisti in vodniki Alecom in Petrom Grahamom ter Rose Graham in zgodovinarko Dorothy Fletcher (rojena Graham). Storitve v njihovem hotelu so pripeljale do izgradnje cerkve sv. Jakoba.
Izvleček iz številke revije National Geographic iz februarja 1936:
Toda na ledenik Franz Josef in njegovo ozadje gora je vredno čakati dolgo, da bi ga videli na jasen dan. Je eden najimenitnejših ledenikov na svetu. Ko zdrsne z velikega snežišča na več kot 8000 čevljev, se konča v subtropskem grmovju, le 700 čevljev nad morsko gladino. Gibanje v zgornjem toku je izredno hitro, 15 ali več čevljev na dan.
Leti z letali so se izkazali za priljubljen način opazovanja te osem milj dolge reke modrikastozelenega ledu, ki pritiska med hribe, ki januarja gori z rdečimi cvetočimi drevesi rata (Metrosideros umbellata).

S kapitanom Mercerjem sem letel čez ledenik in gledal proti snežnim poljem in drznim Alpam, z njim pa sem šel tudi na prvo pot letalske pošte na Novi Zelandiji.
Danes je območje ledenika Franz Josef tretja najbolj obiskana turistična točka na Novi Zelandiji in ena glavnih turističnih znamenitosti na zahodni obali. Leta 2008 je imel približno 250.000 obiskovalcev na leto, leta 2017 pa se je povečalo na 700.000 na leto (500.000 čez noč). Včasih se je do ledenika dalo priti peš, a se je marca 2012 zrušila končna stena ledenika in je zdaj prenevaren pristop; znaki opozarjajo pred prečkanjem varnostnih ovir na razgledišču. Od leta 2023 se sprehod po dolini konča na razgledišču približno 3000 m od glavne končne stene ledenika. Obisk ledenika zdaj zahteva let s helikopterjem mimo nestabilne stene terminala. Za hojo po ledeniku je potrebna tudi posebna oprema, in sicer cepini in dereze, ki se zataknejo za čvrst škorenj. Običajno jih zagotovijo turistična podjetja.
Ker je peš del katere koli ture do ledenika dolgotrajen in se konča pri prvem ledenem slapu (zamrznjen slap, pod katerim se skriva naravna stopnica), mnogi turisti rezervirajo izlete s helikopterjem pri eni od številnih lokalnih letalskih družb, ki svoje goste običajno spustijo med prvim in drugim ledenim slapom, na voden 1–2 urni sprehod po razčlenjeni podlagi na vrhu ledenika. Čeprav se ledeniška pokrajina spreminja skoraj dnevno, glede na nenavadno hiter tok ledenika in nekatere sprehode, vključno s prehodi skozi ledene rove, še vedno veljajo za precej varne in le nekoliko naporne. Junija 2010 je avstralski turist umrl zaradi srčnega infarkta med vodenim pohodom po ledeniku.
Druga možnost za ogled ledenika je 8-urni dnevni pohod na 1303 metre visok Alex Knob s pogledom na ledenik Franz Josef in dolino pod njim. Pot navzgor po Alex Knob je po standardu dobrega pohodnika, vendar je naporna zaradi strmega vzpona približno 1100 metrov v višino in velja za težjo zaradi trajanja pohoda.
Na vhodu v dolino leži vas Franz Josef, ki ima približno 330 stalnih prebivalcev. Je 5 km od ledenika na državni avtocesti 6 in ima bencinsko črpalko, majhen, a zaseden heliport, številne turistične nastanitvene možnosti (z do 2000 ljudmi, ki prenočijo v glavni sezoni) ter številne restavracije in trgovine. Tik južno od vasi vodi zaprta cesta s ceste v dolino ledenika Franz Josef in do parkirišča. Nekaj manjših sprehajalnih poti se začne z Valley Road in parkirišča, možno pa je tudi udobno kolesariti od mesta Franz Josef do parkirišča.